# Chalarus pughi
Chalarus pughi är en tvåvingeart som beskrevs av Ernest F. Coe 1966. Chalarus pughi ingår i släktet Chalarus och familjen ögonflugor. Arten är reproducerande i Sverige. Inga underarter finns listade i Catalogue of Life.